# یار-قشلاق
یار-قشلاق (به لاتین: Jar-Kyshtak) یک روستا در قرقیزستان است که در شهرستان سوزک واقع شده‌است. یار-قشلاق ۴٬۴۹۷ نفر جمعیت دارد.